# Mstislav Rostropovitch
Mstislav Leopoldovich Rostropovich (27 de março de 1927 – 27 de abril de 2007) foi um violoncelista e regente russo. Além de suas interpretações e técnica, ele era conhecido por inspirar e encomendar novas obras, ampliando o repertório do violoncelo mais do que qualquer violoncelista antes ou depois dele. Ele inspirou e estreou mais de 100 peças, formando amizades duradouras e parcerias artísticas com compositores como Dmitri Shostakovich, Sergei Prokofiev, Henri Dutilleux, Witold Lutosławski, Olivier Messiaen, Luciano Berio, Krzysztof Penderecki, Alfred Schnittke, Norbert Moret, Andreas Makris, Leonard Bernstein, Aram Khachaturian e Benjamin Britten.
Rostropovich foi internacionalmente reconhecido como um defensor ferrenho dos direitos humanos, e foi agraciado com o Prêmio de 1974 da Liga Internacional de Direitos Humanos. Foi casado com a soprano Galina Vishnevskaya e teve duas filhas, Olga e Elena Rostropovich. Recebeu numerosas honrarias, incluindo o Prêmio de Música Polar.

## Primeiros anos

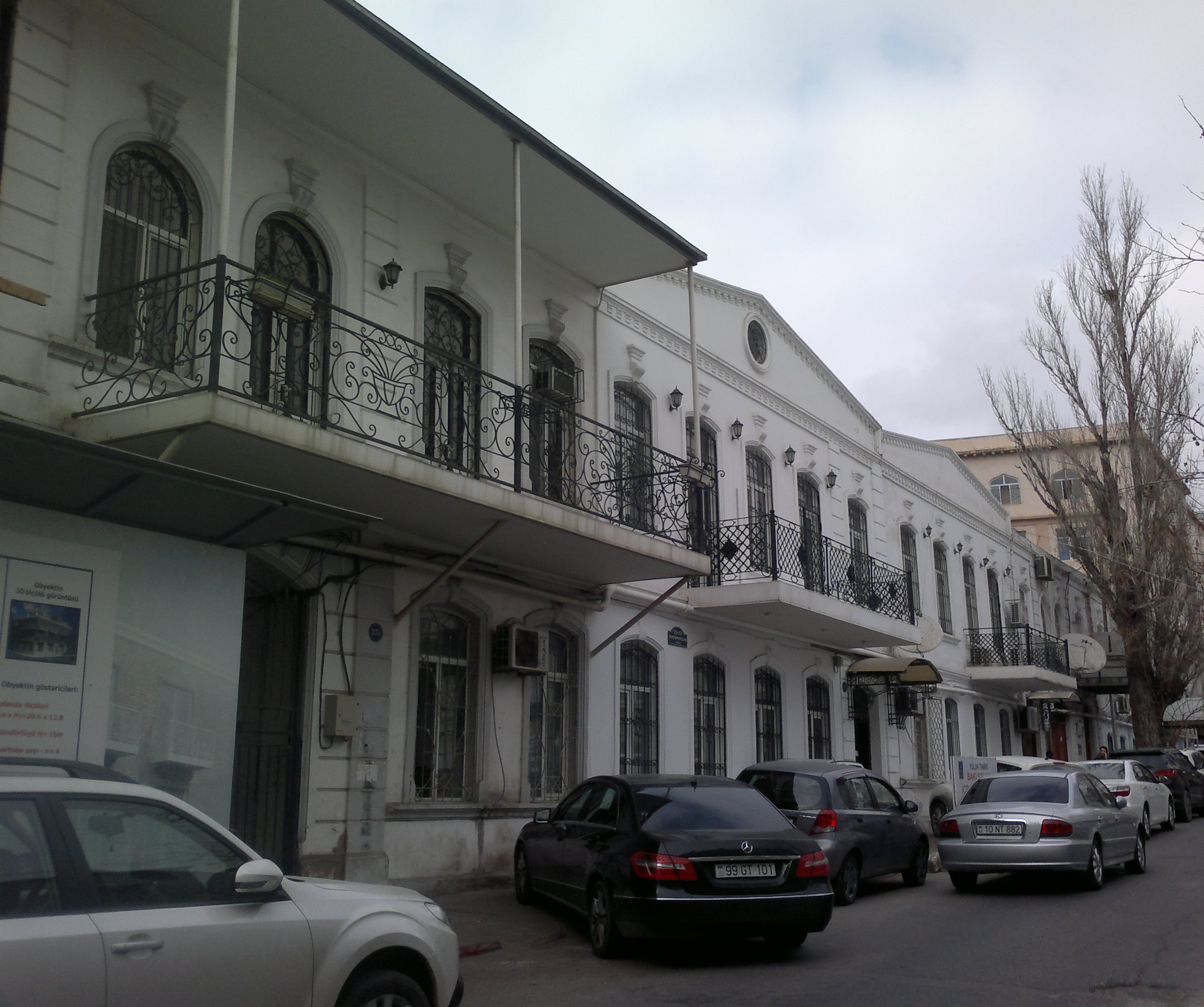
Casa em Baku, onde Rostropovich nasceu

Mstislav Rostropovich nasceu em Baku, RSS do Azerbaijão, filho de pais que haviam se mudado de Orenburg na Rússia:  ru, um renomado violoncelista e ex-aluno de Pablo Casals, e Sofiya Nikolaevna Fedotova-Rostropovich, uma talentosa pianista. Leopold (1892–1942) nasceu em Voronezh filho de  ru, um compositor de nobre ascendência polonesa com raízes distantes bielorrussas, e Matilda Rostropovich (nascida Pule), de ascendência alemã e huguenote. A parte polonesa de sua família possuía o brasão de armas Bogoria, que estava localizado no palácio da família em Skotniki. A mãe de Mstislav, Sofiya Fedotova, de ascendência russa, era filha de músicos e também pianista formada em conservatório. Sua irmã mais velha, Nadezhda, casou-se com o violoncelista Semyon Kozolupov, que era, portanto, tio de Rostropovich por casamento. Rostropovich cresceu em Baku e passou sua juventude lá. Durante a Segunda Guerra Mundial, sua família mudou-se de volta para Orenburg e depois, em 1943, para Moscou. Aos quatro anos, Rostropovich começou a estudar piano com sua mãe. Começou a aprender violoncelo aos oito anos com seu pai. Em 1943, aos 16 anos, entrou no Conservatório de Moscou, onde estudou violoncelo com seu tio Semyon Kozolupov, piano com Nikolai Kuvshinnikov e composição com Vissarion Shebalin. Seus professores também incluíram Dmitri Shostakovich. Em 1945, ganhou destaque como violoncelista ao ganhar a medalha de ouro na primeira competição de jovens músicos da União Soviética. Formou-se no Conservatório em 1948 e tornou-se professor de violoncelo lá em 1956.

## Primeiros concertos

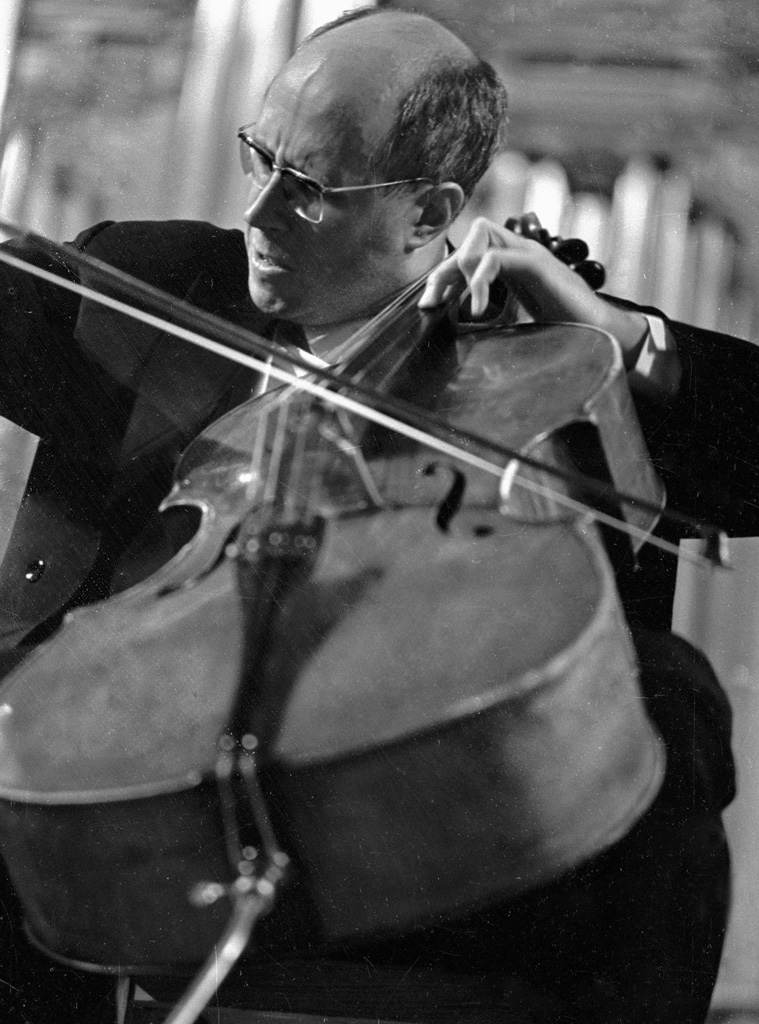
Mstislav Rostropovich, 18 de setembro de 1959

Rostropovich deu seu primeiro concerto de violoncelo em 1942. Ganhou o primeiro prêmio nos Prêmios Internacionais de Música de Praga e Budapeste em 1947, 1949 e 1950. Em 1950, aos 23 anos, recebeu o que era então considerado a mais alta distinção na União Soviética, o Prêmio Stalin. Naquela época, Rostropovich já era bem conhecido em seu país e, enquanto seguia ativamente sua carreira solo, ensinava no Conservatório de Leningrado e no Conservatório de Moscou. Em 1955, casou-se com Galina Vishnevskaya, uma importante soprano do Teatro Bolshoi. Rostropovich mantinha relações de trabalho com compositores soviéticos da época. Em 1949, Sergei Prokofiev escreveu sua Sonata para Violoncelo, Op. 119, para o Rostropovich de 22 anos, que fez a primeira apresentação em 1950, com Sviatoslav Richter. Prokofiev também dedicou sua Sinfonia-Concerto a ele; esta estreou em 1952. Rostropovich e Dmitry Kabalevsky completaram o Concertino para Violoncelo de Prokofiev após a morte do compositor. Shostakovich escreveu tanto seu primeiro quanto o segundo concertos para violoncelo para Rostropovich, que também fez suas primeiras apresentações.
Rostropovich fez várias turnês na Europa Ocidental e conheceu vários compositores, incluindo Benjamin Britten, que dedicou sua Sonata para Violoncelo, três Suítes Solo e sua Sinfonia para Violoncelo a Rostropovich. Rostropovich fez suas primeiras apresentações, e os dois tinham uma afinidade especial; a família de Rostropovich o descrevia como "sempre sorrindo" ao falar sobre "Ben", e em seu leito de morte, dizem que ele expressou não ter medo, pois ele e Britten seriam, acreditava ele, reunidos no Céu. Britten também era conhecido como pianista e juntos gravaram, entre outras obras, a Sonata para Arpeggione e Piano em Lá menor de Schubert. Sua filha afirmou que essa gravação emocionou seu pai até as lágrimas de alegria mesmo em seu leito de morte.
Rostropovich também teve parcerias artísticas com Henri Dutilleux (Tout un monde lointain... para violoncelo e orquestra, Trois strophes sur le nom de Sacher para violoncelo solo), Witold Lutosławski (Concerto para Violoncelo, Sacher-Variation para violoncelo solo), Krzysztof Penderecki (concerto para violoncelo n°2, Largo para violoncelo e orquestra, Per Slava para violoncelo solo, sexteto para piano, clarinete, trompa, violino, viola e violoncelo), Luciano Berio (Ritorno degli snovidenia para violoncelo e trinta instrumentos, Les mots sont allés... para violoncelo solo), e Olivier Messiaen (Concert à quatre para piano, violoncelo, oboé, flauta e orquestra). Rostropovich teve aulas particulares de regência com Leo Ginzburg, e regeu em público pela primeira vez em Gorky em novembro de 1962, executando os quatro entreatos de Lady Macbeth do Distrito de Mtsensk e a orquestração de Shostakovich de Canções e Danças da Morte de Mussorgsky, com Vishnevskaya cantando. Em 1967, a convite do diretor do Teatro Bolshoi, Mikhail Chulaki, ele regeu a ópera Eugene Onegin de Tchaikovsky no Bolshoi.

## Bailes de formatura de agosto de 1968
Rostropovich tocou no The Proms na noite de 21 de agosto de 1968. Ele tocou com a Orquestra Sinfônica Estatal da URSS; foi a apresentação de estreia da orquestra no Proms. O programa apresentou o Concerto para Violoncelo em Si menor do compositor tcheco Antonín Dvořák e aconteceu no mesmo dia em que o Pacto de Varsóvia invadiu a Tchecoslováquia para encerrar a Primavera de Praga de Alexander Dubček. Após a apresentação, que havia sido precedida por vaias e manifestações, a orquestra e o solista foram aplaudidos pelo público do Proms. Rostropovich levantou-se e ergueu a partitura do regente de Dvořák como um gesto de solidariedade à pátria do compositor e à cidade de Praga.

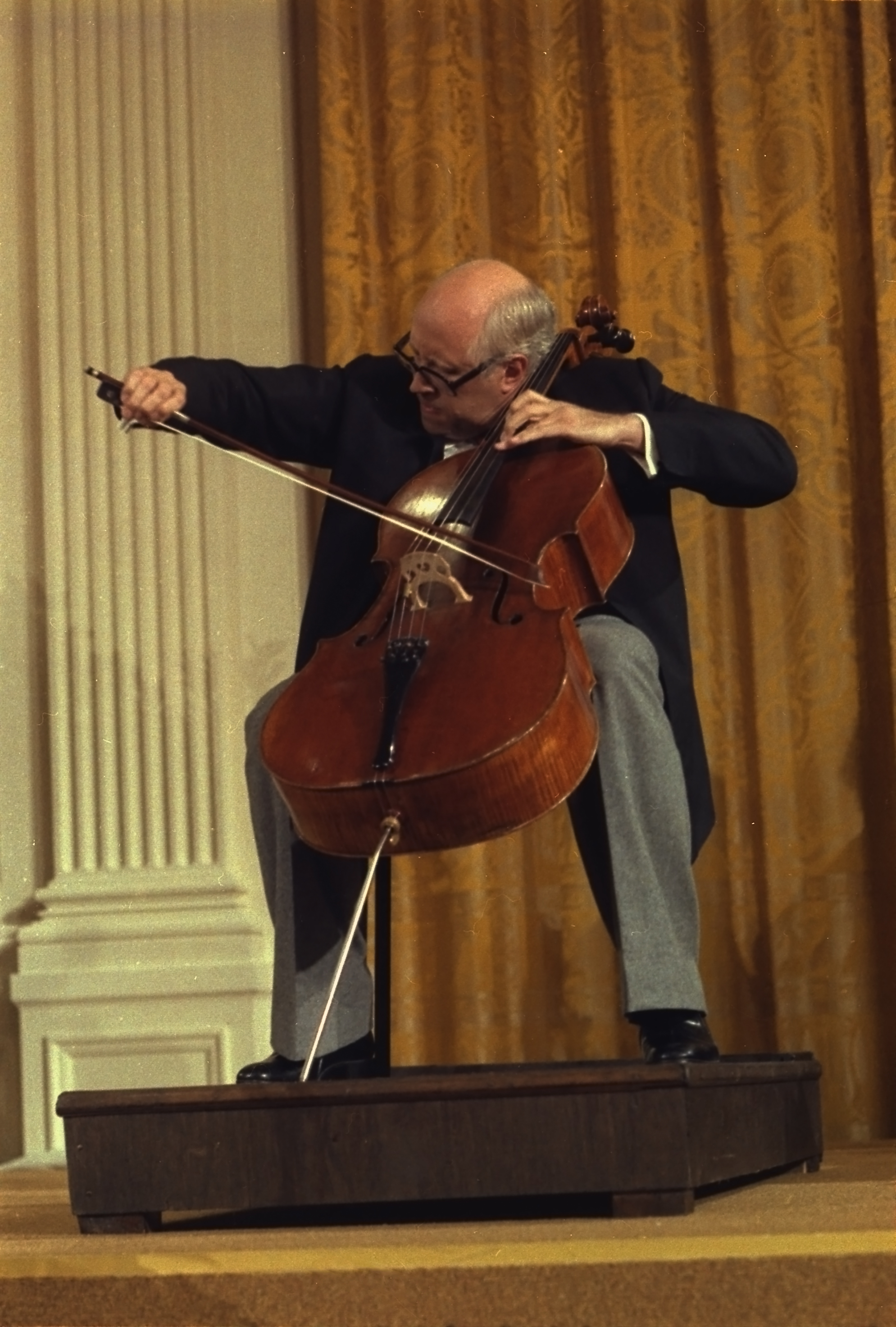
Rostropovich tocando o Duport Stradivarius na Casa Branca em 1978

## Exílio
Rostropovich lutou pela arte sem fronteiras, liberdade de expressão e valores democráticos, resultando em assédio do regime soviético. Um exemplo inicial foi em 1948, quando ele era estudante no Conservatório de Moscou. Em resposta ao decreto de 10 de fevereiro de 1948 sobre compositores "formalistas", seu professor Dmitri Shostakovich foi demitido de suas cátedras em Leningrado e Moscou; o Rostropovich de 21 anos abandonou o conservatório em protesto. Rostropovich também contrabandeou para o Ocidente o manuscrito da Sinfonia Nº 13 de Shostakovich, que incluía versos de Yevgeny Yevtushenko; o tema de seu primeiro movimento era o massacre de Babi Yar. Em 1970, Rostropovich abrigou Aleksandr Solzhenitsyn, que de outra forma não teria para onde ir, em sua própria casa. Sua amizade com Solzhenitsyn e o apoio aos dissidentes levaram à desgraça oficial no início dos anos 1970. Como resultado, Rostropovich foi proibido de fazer turnês internacionais, assim como sua esposa, Galina Vishnevskaya, e suas aparições em apresentações em Moscou foram reduzidas, assim como cada vez mais suas aparições em grandes cidades como Leningrado e Kiev. Rostropovich deixou a União Soviética em 1974 com sua esposa e filhos e se estabeleceu nos Estados Unidos. Ele foi proibido de fazer turnês em sua terra natal com orquestras estrangeiras e, em 1977, a liderança soviética instruiu músicos do bloco soviético a não participarem de uma competição internacional que ele havia organizado. Em 1978, Rostropovich foi privado de sua cidadania soviética por causa de sua oposição pública à restrição da liberdade cultural pela União Soviética. Ele não retornou à União Soviética até 1990.

## Carreira posterior

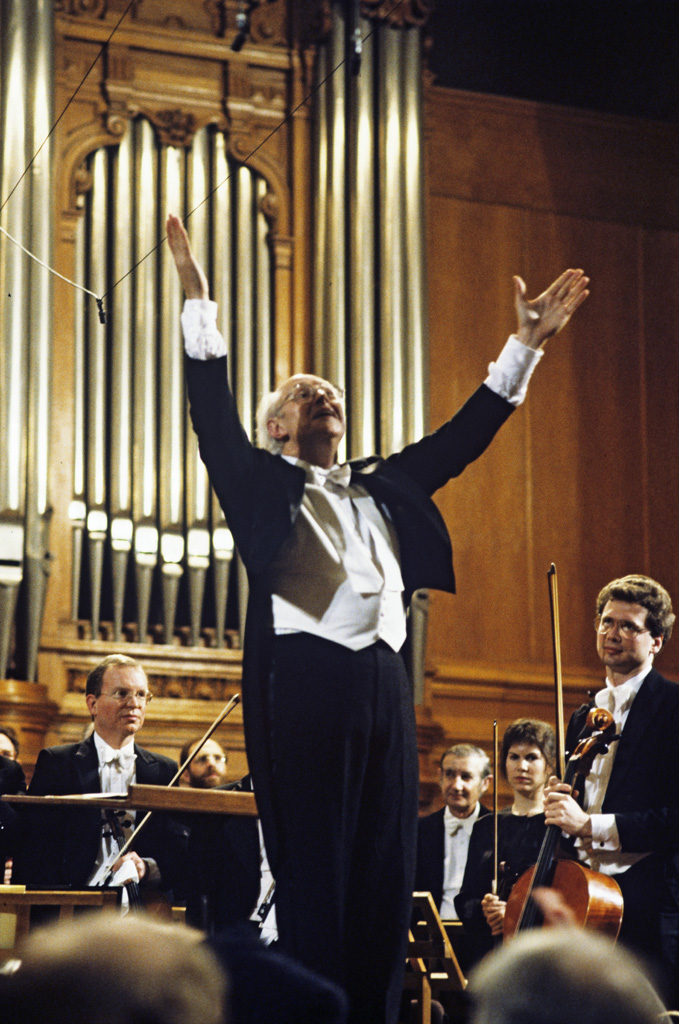
Mstislav Rostropovich, maestro principal da Orquestra Sinfônica Nacional dos EUA, cumprimenta o público no Salão Bolshoi do Conservatório Tchaikovsky em Moscou, 13 de fevereiro de 1990

Em 17 de dezembro de 1988, Rostropovich realizou um concerto especial no Barbican Hall em Londres, após adiar uma viagem à Índia para o programa de ajuda do terremoto da Armênia de 1988. O evento fazia parte de um esforço chamado Musicians for Armenia, que deveria arrecadar mais de $ 450 000 em doações mundiais, incluindo presentes de músicos, receitas de concertos e direitos de filmagem e gravação. O Príncipe Charles e a Princesa de Gales compareceram ao concerto na sala lotada de 2 026 lugares.
Em 7 de fevereiro de 1989, um concerto de violoncelo foi organizado pela Sociedade de Ajuda Armênia e pela Assistência Técnica de Voluntários (VTA) para as vítimas do terremoto. No concerto, Rostropovich tocou seu repertório favorito de violoncelo, incluindo o Concerto para Violoncelo em Si menor de Dvořák; os concertos para violoncelo de Haydn em Dó e Ré; a Sinfonia-Concerto de Prokofiev; e os dois concertos para violoncelo de Shostakovich. A noite levantou conscientização e ajudou centenas de vítimas do terremoto a colocar comida em suas mesas. O concerto foi realizado no Kennedy Center e mais de 2 300 pessoas estiveram presentes.
De 1977 a 1994, Rostropovich foi diretor musical e regente da Orquestra Sinfônica Nacional em Washington, D.C., enquanto ainda se apresentava com músicos famosos como Martha Argerich, Sviatoslav Richter e Vladimir Horowitz. Ele também foi diretor e fundador do Festival Internacional Mstislav Rostropovich de Baku e um artista regular no Festival de Aldeburgh.
Sua apresentação improvisada durante a queda do Muro de Berlim enquanto os eventos se desenrolavam foi noticiada em todo o mundo. Sua cidadania soviética foi restaurada em 1990. Quando, em agosto de 1991, foram transmitidas imagens de tanques nas ruas de Moscou, Rostropovich respondeu com um gesto caracteristicamente corajoso, impetuoso e patriótico: comprou uma passagem de avião para o Japão em um voo que parava em Moscou, conseguiu sair do aeroporto e foi se juntar a Boris Yeltsin na esperança de que sua fama pudesse fazer alguma diferença quanto à possibilidade de tanques avançarem. Rostropovich apoiou Yeltsin durante a crise constitucional de 1993 e regeu a Orquestra Sinfônica Nacional na Praça Vermelha no auge da repressão.
Em 1993, ele foi fundamental na fundação da Academia Kronberg e foi patrono até sua morte. Ele encomendou a Rodion Shchedrin que compusesse a ópera Lolita e regeu sua estreia em 1994 na Ópera Real Sueca. Rostropovich recebeu muitos prêmios internacionais, incluindo a Legião de Honra Francesa e doutorados honorários de muitas universidades. Foi um ativista, lutando pela liberdade de expressão na arte e na política. Como embaixador da UNESCO, apoiou muitos projetos educacionais e culturais. Rostropovich se apresentou várias vezes em Madri e era um amigo próximo da Rainha Sofia da Espanha.
Com sua esposa, Galina Vishnevskaya, fundou a Fundação Rostropovich-Vishnevskaya, uma organização 501(c)(3) sem fins lucrativos com sede em Washington, D.C., em 1991, para melhorar a saúde e o futuro das crianças na antiga União Soviética. O Museu Casa Rostropovich foi inaugurado em 4 de março de 2002 em Baku. O casal visitava o Azerbaijão ocasionalmente. Rostropovich também apresentou masterclasses de violoncelo no Conservatório Estadual do Azerbaijão. Juntos, formaram uma valiosa coleção de arte. Em setembro de 2007, quando estava prevista para ser leiloada pela Sotheby's em Londres e dispersa, o bilionário russo Alisher Usmanov se adiantou e negociou a compra de todos os 450 lotes para manter a coleção intacta e trazê-la para a Rússia como um memorial a Rostropovich. A Christie's relatou que o comprador pagou uma soma "substancialmente maior" do que a estimativa pré-venda de £ 20 milhões.
Em 2006, ele foi destaque no documentário de Alexander Sokurov, Elegy of a life: Rostropovich, Vishnevskaya.

## Últimos anos

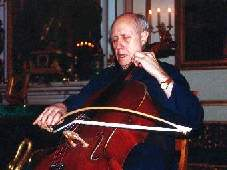
Rostropovich com o BACH.Bow em 1999

A saúde de Rostropovich deteriorou-se em 2006, com o Chicago Tribune relatando rumores de uma cirurgia não especificada em Genebra e posterior tratamento para uma úlcera agravada. O presidente russo Vladimir Putin visitou Rostropovich para discutir detalhes de uma celebração que o Kremlin estava planejando para 27 de março de 2007, o 80º aniversário de Rostropovich. Rostropovich compareceu à celebração, mas estava aparentemente com saúde frágil.
Embora a última residência de Rostropovich fosse em Paris, ele mantinha residências em Moscou, São Petersburgo, Londres, Lausanne e Jordanville, Nova York. Ele foi internado em um hospital de Paris no final de janeiro de 2007, mas então decidiu voar para Moscou, onde estava recebendo cuidados. Em 6 de fevereiro de 2007, Rostropovich foi internado em um hospital em Moscou. "Ele está apenas se sentindo mal", disse Natalya Dolezhale, secretária de Rostropovich em Moscou. Questionada se havia motivo sério de preocupação com sua saúde, ela disse: "Não, agora não há motivo algum". Ela se recusou a especificar a natureza de sua doença. O Kremlin disse que Putin o havia visitado no hospital, o que levantou especulações de que ele estava em estado grave. Dolezhale disse que a visita foi para discutir os preparativos para comemorar o 80º aniversário de Rostropovich. Em 27 de março de 2007, Putin emitiu uma declaração elogiando Rostropovich.

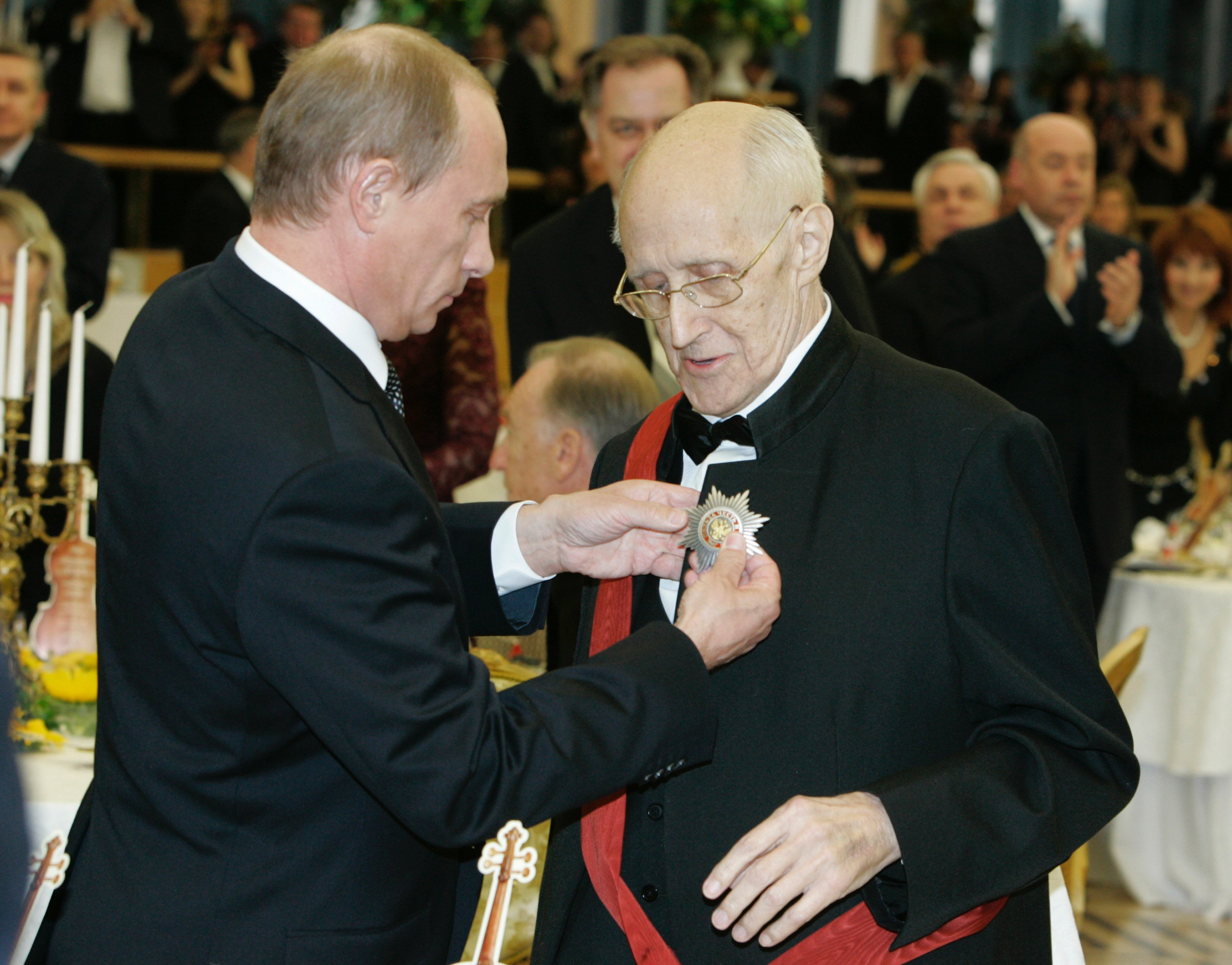
Com Vladimir Putin em 27 de março de 2007

Em 7 de abril de 2007, Rostropovich voltou a entrar no Centro de Pesquisa de Câncer Blokhin da Rússia, onde foi tratado de câncer intestinal. Ele morreu em 27 de abril, aos 80 anos. Em 28 de abril, o corpo de Rostropovich foi velado em um caixão aberto no Conservatório de Moscou, e depois foi transferido para a Igreja de Cristo Salvador. Milhares de pessoas enlutadas, incluindo Putin, se despediram. A rainha Sofia da Espanha, a primeira-dama francesa Bernadette Chirac e o presidente Ilham Aliyev do Azerbaijão, onde Rostropovich nasceu, bem como Naina Yeltsina, viúva de Yeltsin, estavam entre os que compareceram ao funeral em 29 de abril. Rostropovich foi sepultado no Cemitério Novodevichy.

## Estatura

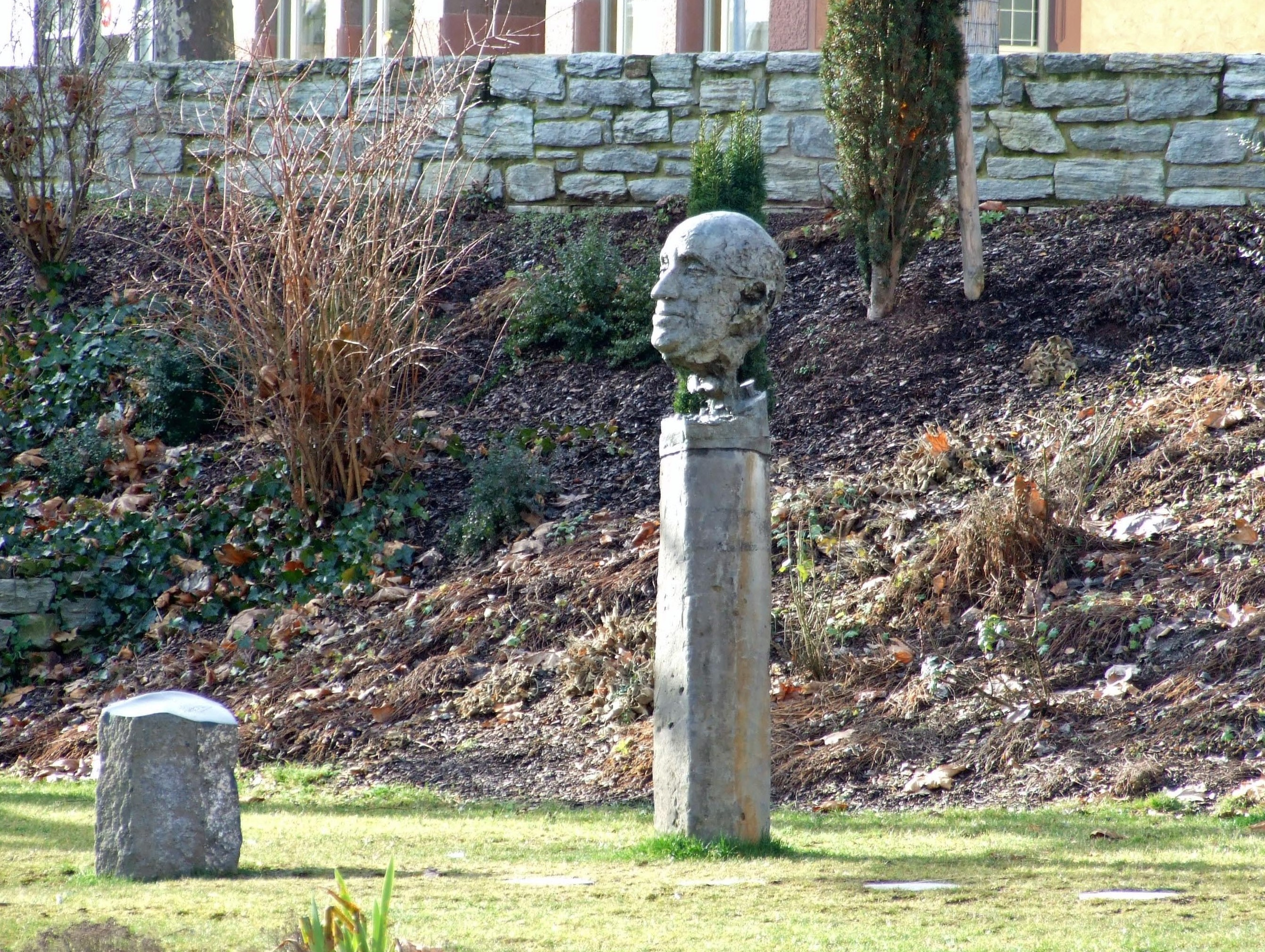
Memorial em Kronberg

Rostropovich foi uma enorme influência para a geração mais jovem de violoncelistas. Muitos reconheceram abertamente seu débito ao exemplo dele. No Daily Telegraph, Julian Lloyd Webber o chamou de "provavelmente o maior violoncelista de todos os tempos".
Rostropovich comissionou ou foi o destinatário de composições de muitos compositores, incluindo Dmitri Shostakovich, Sergei Prokofiev, Nikolai Miaskovsky, Benjamin Britten, Henri Dutilleux, Olivier Messiaen, André Jolivet, Witold Lutosławski, Luciano Berio, Krzysztof Penderecki, Leonard Bernstein, Alfred Schnittke, Aram Khachaturian, Astor Piazzolla, Andreas Makris, Sofia Gubaidulina, Arthur Bliss, Colin Matthews e Lopes Graça. Suas encomendas de novas obras ampliaram o repertório do violoncelo mais do que qualquer violoncelista anterior: ele estreou 117 composições.
Rostropovich também é bem conhecido por suas interpretações de obras do repertório padrão, incluindo o Concerto para Violoncelo em Si menor de Dvořák.
Entre 1997 e 2001, ele esteve intimamente envolvido no desenvolvimento e teste do BACH.Bow, um arco curvo projetado pelo violoncelista Michael Bach. Em 2001, ele convidou Bach para apresentar seu BACH.Bow em Paris (7º Concours de violoncelle Rostropovitch). Em 2011, a cidade de Moscou anunciou planos para erguer uma estátua de Rostropovich em uma praça central; a estátua foi inaugurada em 2012.
Ele também era notavelmente um espírito generoso. Seiji Ozawa relata uma anedota: ao saber da morte da filha bebê de seu amigo, o lutador de sumô Chiyonofuji, Rostropovich voou sem aviso para Tóquio, pegou um táxi de 1½ hora até a casa de Chiyonofuji e tocou sua sarabanda de Bach do lado de fora, como gesto de solidariedade — então voltou para o táxi e retornou ao aeroporto para voar de volta à Europa.
Rostropovich está incluído no Hall da Fama Russo-Americano do Congresso dos Americanos Russos, dedicado a imigrantes russos que deram contribuições excepcionais à ciência ou cultura americana.

## Prêmios e reconhecimentos
Rostropovich recebeu cerca de 50 prêmios durante sua vida, incluindo:

### Federação Russa e URSS
- Ordem do Mérito pela Pátria;
  - 1ª classe (24 de fevereiro de 2007) – por contribuição excepcional à música mundial e muitos anos de atividade criativa
  - 2ª classe (25 de março de 1997) – por serviços ao Estado e grande contribuição pessoal ao mundo da música
- Medalha de Defensor de uma Rússia Livre (2 de fevereiro de 1993) – por coragem e dedicação demonstradas durante a defesa da democracia e da ordem constitucional de 19 a 21 de agosto de 1991
- Medalha Comemorativa "60 Anos de Vitória na Grande Guerra Patriótica 1941-1945"
- Medalha "Por Trabalho Valoroso. Para comemorar o 100º aniversário do nascimento de Vladimir Ilyich Lenin"
- Medalha "Pela Vitória sobre a Alemanha na Grande Guerra Patriótica 1941-1945"
- Medalha "Por Trabalho Valoroso na Grande Guerra Patriótica 1941-1945"
- Medalha "Pelo Desenvolvimento das Terras Virgens"
- Medalha "Em Comemoração ao 800º Aniversário de Moscou"
- Artista do Povo da URSS
- Artista do Povo da RSFSR (1964)
- Artista Homenageado da RSFSR (1955)
- Prêmio Estatal da Federação Russa (1995)
- Prêmio Lenin (1964)
- Prêmio Stalin (1951)
- Medalha Comemorativa do 850º aniversário de Moscou

### Outros prêmios governamentais
- Praemium Imperiale (1993)
- Cruz de Honra Austríaca para Ciência e Arte, 1ª classe (2001)[54]
- Ordem Heydar Aliyev (Azerbaijão, 2007)
- Ordem "Independência" (Azerbaijão, 3 de março de 2002)[55]
- Ordem da "Glória" (Azerbaijão, 1998)
- Ordem de Mayo (Argentina, 1991)
- Ordem da Liberdade (Argentina, 1994)
- Comandante da Ordem do Libertador General San Martín (Argentina, 1994)
- Grande Cordão da Ordem de Leopoldo (Bélgica, 1989)
- Grã-Cruz da Ordem do Mérito da República da Hungria (2003)
- Ordem de Francisco de Miranda (Venezuela, 1979)
- Grã-Cruz da Ordem do Mérito da República Federal da Alemanha (2001)
- Comandante da Ordem do Fênix (Grécia)
- Comandante da Ordem de Dannebrog (Dinamarca, 1983)
- Comandante da Ordem de Isabella a Católica (Espanha, 1985)
- Comandante da Ordem de Carlos III (Espanha, 2004)
- Grande Oficial da Ordem do Mérito da República Italiana (31 de agosto de 1984)[56]
- Grande Oficial da Ordem Nacional do Cedro (Líbano, 1997)
- Grande Oficial da Ordem do Grão-Duque Lituano Gediminas (Lituânia, 24 de novembro de 1995)
- Medalha Comemorativa de 13 de janeiro (Lituânia, 10 de junho de 1992)
- Comandante da Ordem do Mérito do Grão-Ducado de Luxemburgo (1999; anteriormente Cavaleiro, 1982)
- Comandante da Ordem de Adolphe de Nassau (Luxemburgo, 1991)
- Comandante da Ordem de São Carlos (Mônaco, 1989)
- Comandante da Ordem do Mérito Cultural (Mônaco, novembro de 1999)[57]
- Comandante da Ordem do Leão Neerlandês (Países Baixos, 1989)
- Comandante da Ordem do Mérito da República da Polônia (1997)
- Grã-Cruz da Ordem de São Tiago da Espada (Portugal)
- Ordem "Por méritos na esfera da cultura" (Romênia, 2004)
- A rainha Beatrix dos Países Baixos concedeu-lhe a rara Medalha de Arte e Ciência (holandês: "Eremedaille voor Kunst en Wetenschap") da Ordem da Casa de Orange.
- Medalha Presidencial da Liberdade (EUA, 1987)
- Homenageado do Kennedy Center (EUA, 1992)
- Cavaleiro da Ordem da Estrela Brilhante (Taiwan, 1977)
- Cavaleiro da Ordem do Leão da Finlândia
- Grande Oficial da Legião de Honra (França, 1998; anteriormente Comandante, 1987, e Oficial, 1981)
- Comandante da Ordem das Artes e Letras (França, 1975)
- Ordem das Artes e Letras (Suécia) (1984)
- Ordem Nacional "Por Mérito" (Equador, 1993)
- Ordem do Sol Nascente, Estrela de Ouro e Prata (2ª classe) (Japão, 2003)
- Ordem Sharaf (Ordem de Honra) da República do Azerbaijão
- Comandante Honorário da Ordem do Império Britânico (1987)

### Cidadanias honorárias
- Cidadão de honra de Oremburgo, Rússia (1993)
- Cidadão de honra de Vilnius, Lituânia (2000)

### Doutorados honorários
- Doutorado Honorário, Universidade da Colúmbia Britânica (1984)
- Doutor Honorário em Letras Humanas (L.H.D.), Universidade do Norte de Illinois (1989)
- Laurea ad honorem na Universidade de Bolonha em Ciências Políticas (2006)

### Prêmios competitivos
- Grammy Award para Melhor Performance de Música de Câmara (1984): Mstislav Rostropovich & Rudolf Serkin por Brahms: Sonata para Violoncelo e Piano em Mi menor, Op. 38 e Sonata em Fá, Op. 99

### Outros prêmios
- Prêmio de Música Polar (1995)
- Medalha de Ouro da Royal Philharmonic Society (1970)
- Prêmio Ernst von Siemens (1976)
- Prêmio Sonning (1981; Dinamarca)
- Prêmio Príncipe das Astúrias (na categoria concórdia), 1997 (juntamente com Yehudi Menuhin)
- Decoração Konex concedida pela Fundação Konex da Argentina em 2002.
- Prêmio Wolf de Artes (2004)
- Medalha Sanford (Universidade de Yale)
- Membro Honorário da Royal Academy of Music, Londres.
- Medalha de Ouro Mozart da UNESCO (2007
- Prêmio Quatro Liberdades do Instituto Roosevelt para a Liberdade de Expressão (1992)